# Церква Вознесіння Господнього (Романове Село)
Церква Вознесіння Господнього в Романовому Селі — парафія і храм 2-го Збаразького благочиння Тернопільської єпархії Православної церкви України в селі Романове Село Тернопільського району Тернопільської области.

## Історія церкви
Освячення хреста та наріжного каменя майбутнього храму здійснив у лютому 1992 року єпископ Тернопільський і Кременецький Яків. Навесні того ж року розпочалося будівництво, яке фінансувалося за добровільні пожертвування колгоспу ім. Б. Хмельницького та спиртозаводу.
19 серпня 1994 року першу службу в новій парафії відслужив о. Петро Біляшевич. У травні 1996 року митрополит Тернопільський і Бучацький Василій у співслужінні зі Збаразьким деканатом освятив церкву. При храмі почала діяти недільна школа для дітей.
5 червня 2008 року єпископ Тернопільський і Бучацький Нестор освятив розписаний храм.

## Парохи
- о. Володимир Кепич,
- о. Петро Біляшевич (з 19 серпня 1994).